# Método de Geib-Spevack
El método de Geib-Spevack (GS), también conocido como el proceso del sulfuro de Girdler (GS), es un proceso para la obtención de agua pesada (óxido de deuterio), en cantidades industriales. Se emplea en grandes cantidades en ciertos tipos de reactor nuclear, ya que un componente importante al actuar como moderador nuclear.

## Introducción
Toma su nombre del alemán Karl-Hermann Geib y del norteamericano Jerome S. Spevack, que lo inventaron de forma independiente en la década de 1940, o la empresa Girdler, que construyó la primera planta industrial con el proceso en EE. UU.
El agua normal contiene 155 partes por millón de deuterio respecto al hidrógeno. El método se basa en un proceso de intercambio isotópico entre el H2S y H2O (agua "ligera"). Aprovechando el efecto isotópico cinético y que la reacción:
{\displaystyle {\rm {H_{2}O+D_{2}S\rightleftarrows D_{2}O+H_{2}S}}}
es exotérmica. El equilibrio según el Principio de Le Châtelier a baja temperatura se desplaza hacia los productos, más D2O (l) y si aumenta se desplaza hacia los reactivos más D2S (g).
Es un proceso muy intensivo de energía, pero no necesita catalizador.

## Historia
La primera planta para la obtención de agua pesada a gran escala por este método se construyó en los EE. UU. en Dana, Indiana, en 1945. Y en 1952 se construyó otra, la planta del río Savannah, Carolina del Sur.
Hasta su cierre en 1997, la Planta de Agua Pesada Bruce en Ontario (situado cerca de la Estación de Generación Nuclear Bruce) fue la mayor planta del mundo de obtención de agua pesada, con una capacidad de 700 toneladas por año. Se utiliza este proceso para producir agua pesada. Se requerían 340.000 toneladas de agua de alimentación para producir una tonelada de agua pesada.
En la actualidad, la India cuenta con siete plantas de producción de agua pesada. La primera de estas que utiliza el proceso de Girdler se encuentra en Rawatbhata cerca de Kota, Rajasthan.

## Proceso

Esquema del método Geib-Spevack

Se trata de un proceso en cascada en el que cada escalón consta de dos columnas de plato de tamiz. Una columna se mantiene a 30 °C y recibe el nombre de la torre de frío y la otra trabaja a 130 °C y se llama la torre de calor. La extracción del deuterio se realiza sobre la base de la diferencia en la separación entre 30 °C y 130 °C.
El sulfuro de hidrógeno gaseoso se hace circular en un circuito cerrado entre la torre de frío y de la torre de calor (aunque pueden ser torres separadas, también pueden ser secciones separadas de una misma torre, con la sección de frío en la parte superior). La torre fría se alimenta de agua desmineralizada y desgasificada donde la migración de deuterio se produce preferentemente desde el sulfuro de hidrógeno gaseoso al agua líquida. Esta agua "enriquecida" de la torre de frío se alimenta a la torre de calor donde la transferencia de deuterio se lleva a cabo desde el agua líquida al sulfuro de hidrógeno gaseoso. Una configuración "en cascada" apropiado logra enriquecimiento. A nivel teórico es posible realizar el proceso en una única una torre en lugar de una cascada, pero en la práctica nunca se produce, el tamaño de la torre como el proceso de inventario sería mucho más grande haciéndolo inviable.
Normalmente este proceso logra enriquece el agua del orden del 15-20% de deuterio. El enriquecimiento del agua pesada hasta el "grado de reactor" (> 99% de deuterio) se realiza en una unidad de destilación al vacío.